# Chaîne du Makran
La chaîne du Makran est une chaîne de montagnes s'étendant d'ouest en est, du Sud-Est de l'Iran au Sud-Ouest du Pakistan, dans la région du Makran. Elle culmine à 2 339 mètres d'altitude près de son extrémité nord-est. Elle est composée d'une chaîne côtière, au Baloutchistan, et d'une chaîne centrale ; son extrémité occidentale forme les monts Bashagard (ou Bashkird). Au nord-est, elle est longée par la chaîne Siahan. Géologiquement, elle est constituée par un prisme d'accrétion.

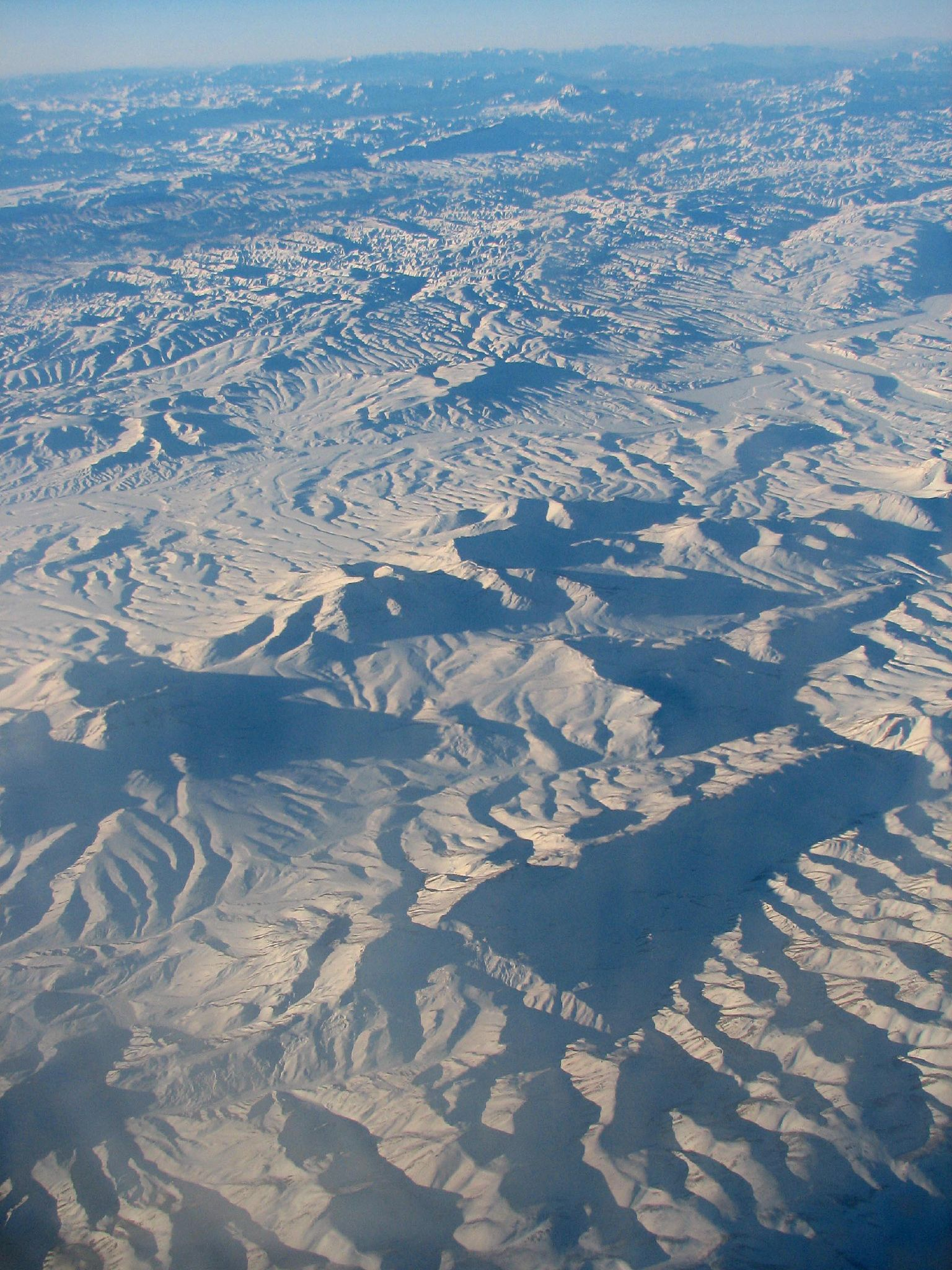
Vue aérienne de la chaîne centrale du Makran.